# Roberto Calvi
Pour les articles homonymes, voir Calvi (homonymie).
 (avril 2013).
Si vous disposez d'ouvrages ou d'articles de référence ou si vous connaissez des sites web de qualité traitant du thème abordé ici, merci de compléter l'article en donnant les références utiles à sa vérifiabilité et en les liant à la section « Notes et références ».
Roberto Calvi, né le 13 avril 1920 à Milan et retrouvé mort le 18 juin 1982 à Londres, est un homme d'affaires italien. Surnommé le « banquier de Dieu », il était responsable de Banco Ambrosiano. Sa mort reste mystérieuse.

## Biographie
Né à Milan, Roberto Calvi est issu d'une famille originaire de la région montagnarde de Valteline. Son père est un fonctionnaire à la Banca Commerciale Italiana. Après des études à l'université Bocconi, Roberto Calvi combat pour Mussolini sur le front russe dans la 5e régiment de cavalerie durant la Seconde Guerre mondiale.
D'abord simple employé au Banco Ambrosiano où il est entré en 1947, Roberto Calvi parvient à gravir tous les échelons jusqu'à la présidence de ce groupe, avec l'aide de Paul Marcinkus, un prélat américain à la tête de l'IOR (Institut pour les œuvres de religion), la banque du Vatican qui deviendra rapidement l'actionnaire majoritaire de Banco Ambrosiano. Roberto Calvi est alors membre de la loge P2, dirigée par Licio Gelli.
Déjà jugé et condamné en 1981 à quatre ans de prison avec sursis et une amende de 19,8 millions de dollars pour exportation frauduleuse de 27 millions de dollars de capitaux hors du pays, il est suspecté en 1982 d'être à l'origine de la dette de 1,3 milliard de dollars dans les caisses de Banco Ambrosiano. La destination des sommes disparues, dont une part importante appartenait à la Mafia, n'a jamais été élucidée. Plusieurs pistes ont été citées dans le dossier (la loge maçonnique italienne dite « loge P2 », des comptes privés, un soutien au syndicat polonais Solidarność par le pape Jean-Paul II et aux Contras nicaraguayennes), sans que la lumière puisse être faite.[précision nécessaire]

## Mort
Alors qu'il doit comparaître devant la Cour de Milan et que plusieurs cadres de la banque se sont déjà "suicidés", Calvi disparaît de son appartement de Rome le 10 juin 1982, fuit son pays avec un faux passeport au nom de Gian Roberto Calvini. Ayant rasé sa moustache, il utilise une filière yougoslave mafieuse pour gagner Londres par avion. Une semaine après sa disparition, sa secrétaire se suicide.
Le 18 juin 1982 à 7h30, un postier retrouve son corps pendu par une corde en nylon à un échafaudage sous un pont de Londres, le Blackfriars Bridge (coïncidence ou fait troublant, les membres de la loge P2 (Propaganda Due) s'appelant entre eux "frères noirs" : black friars en anglais) alors qu'il porte sur lui près de 50 000 francs en liquidités dans trois devises différentes. La justice britannique conclut au suicide, une thèse mise en doute par sa famille. En octobre 2002, des experts en médecine légale au service de la justice italienne concluent au meurtre. 5 personnes ont été jugées en Italie et finalement acquittées en 2007.

## Nouvelles enquêtes, déclarations et condamnations
En 1992, une enquête est rouverte en Italie.
Le repenti mafieux Francesco Di Carlo, accusé lors de la première enquête du meurtre de Calvi avant d'en être blanchi lors d'enquêtes ultérieures, déclare en 2004 qu'il avait été approché par Pippo Calò pour effectuer ce meurtre, avant que celui-ci ne lui dise que le « problème » avait été finalement résolu.
Le camorriste Vincenzo Casillo avoue cet assassinat à son avocat, Enrico Madonna, qui est lui-même assassiné en octobre 1993, trois jours après avoir dit à un journaliste qu'il allait révéler à une commission parlementaire tout ce qu'il savait sur les circonstances de l'enlèvement, en 1981, du notable local de la Démocratie chrétienne, Ciro Cirillo (it), par Giovanni Senzani, alors chef des Brigades rouges[réf. à confirmer].
En 2005 sont inculpés Pippo Calò, son ancien chauffeur Silvano Vittor, les entrepreneurs mafieux Ernesto Diotallevi et Flavio Carboni, et l'amie de Carboni, Manuela Kleinszig, pour meurtre aggravé et prémédité.
Mgr Marcinkus, qui est également soupçonné par la justice d'être impliqué dans cette affaire, reçoit la protection du pape Jean-Paul II et quitte son poste de président de la Commission pontificale pour l'État de la Cité du Vatican en 1990.
Licio Gelli, grand-maître de la loge P2, est aussi interrogé en tant qu'accusé par les magistrats, ainsi que, en tant que témoin, Ernest Backes. Selon ce dernier, ancien numéro 3 de Clearstream, le licenciement de Roberto Calvi aurait été relié à sa connaissance des activités financières de la Banco Ambrosiano, qui détenait des comptes non publiés à la chambre de compensation luxembourgeoise, notamment concernant des filiales au Pérou et en Amérique latine.
Selon les magistrats romains, Roberto Calvi fut assassiné pour trois raisons :
- le punir de sa mauvaise gestion des immenses sommes d'argent confiées par l'organisation criminelle de la mafia
- le faire taire, lui qui connaissait tous les rouages du recyclage de l'argent mafieux à travers le Banco Ambrosiano et l'IOR (Institut pour les œuvres de religion)
- servir d'exemple à tous les collaborateurs externes à la mafia, politiciens, hommes d'affaires, etc.

### Films documentaires
- Dans l'ombre des francs-maçons. Documentaire américain. Réalisé par Gary Lang en 2007. Produit par Parthenon Productions pour National Geographic Channels. Durée 120 minutes.
- I banchieri di Dio (« Les Banquiers de Dieu ») est un film dramatique italien réalisé en 2002 par Giuseppe Ferrara